# Nedvězí u Říčan
Nedvězí u Říčan – część Pragi. W 2006 zamieszkiwało ją 270 mieszkańców.